# چشمانت را باز کن
چشمانت را باز کن (لهستانی: Otwórz oczy) یک مجموعهٔ تلویزیونی دلهره‌آور، معمایی و ماوراء طبیعی لهستانی است که در سال ۲۰۱۳ منتشر شد.

## گزیدهٔ بازیگران
- مارچین چارنیک
- مارتا نیرداکیویچ
- ماگدالنا کومورک
- اوروشولا گرابوفسکا
- توماش ساپریک
- روبرت گونرا
- دومینیکا بدنارچیک
- ماچئی ماچیفسکی
- توماش تیندیک